# Stomoxys
Stomoxys is een geslacht van vliegen uit de familie van de echte vliegen (Muscidae).

## Soort
- Stomoxys calcitrans Linnaeus, 1758 (Stalvlieg)